# Asplenium canelense
Asplenium canelense är en svartbräkenväxtart som beskrevs av Eduard Rosenstock. Asplenium canelense ingår i släktet Asplenium och familjen Aspleniaceae. Inga underarter finns listade.